# Helvidio
Helvidio fue un latino que vivió a fines del siglo IV d. C. Fue discípulo de Auxencio, quien fuera obispo de Milán y precursor de Joviniano. Helvidio es el autor de una obra escrita con anterioridad al año 383, en contra de la creencia en la virginidad perpetua de María. Sostuvo que la mención bíblica de "hermanas" y "hermanos" del Señor constituye una prueba de que María tuvo relaciones conyugales normales con José e hijos adicionales, después de la milagrosa concepción virginal y nacimiento de Jesús. Esta tesis ya había sido propagada en Oriente por los llamados antidicomarianitas.
San Jerónimo replicó esa tesis, escribiendo el tratado titulado La perpetua Virginidad de María Santísima, donde trató los pasajes de la sagrada escritura alegados por Helvidio y argumentó que, las "hermanas" y "hermanos" que se mencionan allí eran realmente primos hermanos de Jesús. Sostuvo también la tradición de la iglesia católica y no contento con demostrar la perpetua virginidad de María hizo ver también que San José había conservado intacta su pureza, hasta la muerte.